# Medinas
Medinas è una città dell'Argentina, appartenente alla provincia di Tucumán, nel dipartimento di Chicligasta. Essa è situata a 87 km dalla capitale della provincia San Miguel de Tucumán, e a 12 km dal capoluogo del dipartimento Concepción.
La cittadina è una dei più antichi centri rurali della regione, fondata nel 1643, ed è stata insignita nel 1999 del titolo di Pueblo Histórico Nacional.

## Collegamenti esterni

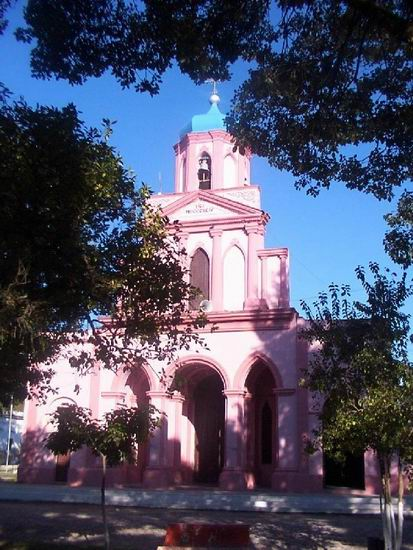
Chiesa di Villa de Medinas